# Роассо Кумамото
«Роассо Кумамото» (яп. ロアッソ熊本, англ. Roasso Kumamoto) — японский футбольный клуб из города Кумамото, в настоящий момент выступает во втором дивизионе Джей-лиги, втором по силе дивизионе страны.
Клуб был основан в 1969 году, в качестве футбольной команды телекоммуникационной компании Nippon Telegraph and Telephone, в 1985 году переименован в «НТТ Кюсу СК», в 1999 году вновь переименован в «НТТ Вест Кумамото СК». В 2002 году компания НТТ, отказалась от клуба и он был переименован в «Алуэт Кумамото», «Алуэт» в переводе с французского означает «жаворонок», а жаворонок является символом префектуры Кумамото. В 2005 году клуб в очередной раз был переименован, в «Россо Кумамото», «Россо» в переводе с итальянского означает «красный». В 2008 году клуб снова был переименован и получил своё нынешнее название «Роассо Кумамото», «Роассо» это словослияние двух итальянских слов «Россо» (красный) и «Ассо» (туз).
Первые годы своего существования клуб выступал в региональных лигах. С 2001 года команда играла в Японской футбольной лиге, в 2007 году «Роассо Кумамото» занял в ней второе место, после чего в 2008 году клуб вошёл в профессиональную футбольную Джей-лигу, и по сей день играет в её втором дивизионе, преимущественно занимая места в нижней части турнирной таблицы. Лучшим результатом клуба во втором дивизионе Джей-лиги, является 7-е место в 2010 году. Домашние матчи команда проводит на стадионе «Кумамото Атлетикс», вмещающем 32 000 зрителей.

## Достижения
- Второе место в Японской футбольной лиге (1): 2007.